# Charline Schwarz
Charline Schwarz (ur. 15 stycznia 2001) – niemiecka łuczniczka, brązowa medalistka olimpijska z Tokio 2020 i wicemistrzyni Europy.

## Wyniki
| Impreza            | Rok  | Miejsce | Konkurencja   | Pozycja |                      |      |       |               |     |
| ------------------ | ---- | ------- | ------------- | ------- | -------------------- | ---- | ----- | ------------- | --- |
| Impreza            | Rok  | Miejsce | Konkurencja   | Pozycja | Igrzyska olimpijskie | 2020 | Tokio | indywidualnie | 33. |
| drużynowo          | brąz |         |               |         | Igrzyska olimpijskie | 2020 | Tokio |               |     |
| Mistrzostwa Europy | 2021 | Antalya | indywidualnie | 17.     |                      |      |       |               |     |
| Mistrzostwa Europy | 2021 | Antalya | drużynowo     | srebro  |                      |      |       |               |     |